# 1963-as Copa América
Az 1963-as Dél-amerikai Válogatottak Bajnoksága a 28. dél-amerikai kontinenstorna volt. Először rendezték a tornát Bolíviában. A tornát a hazai, bolíviai csapat nyerte, ez volt az első diadaluk.

## Résztvevők
| - Argentína - Bolívia - Brazília - Ecuador | - Kolumbia - Paraguay - Peru |

Chile és Uruguay visszalépett.

## Eredmények
A hét részt vevő válogatott egy csoportban, körmérkőzéses formában mérkőzött meg egymással. A csoport élén végzett csapat nyerte meg a kontinensviadalt.

### Mérkőzések
| 1963. március 10. |

| Bolívia                                        | 4–4   | Ecuador                                |
| ---------------------------------------------- | ----- | -------------------------------------- |
| López 16' Castillo 27' Alcóser 55' Camacho 80' | (2–2) | Raffo 30' Raymondi 44' 50' Bolaños 47' |

| Hernando Siles, La Paz Nézőszám: 15 000 Játékvezető: Arturo Yamasaki (perui) |

| 1963. március 10. |

| Argentína                                 | 4–2   | Kolumbia               |
| ----------------------------------------- | ----- | ---------------------- |
| Zárate 3' 90' Fernández 11' Rodríguez 87' | (2–2) | Campillo 4' Aceros 37' |

| Estadio Félix Capriles, Cochabamba Nézőszám: 18 000 Játékvezető: João Etzel Filho (brazil) |

| 1963. március 10. |

| Brazília   | 1–0   | Peru |
| ---------- | ----- | ---- |
| Flávio 16' | (1–0) |      |

| Estadio Félix Capriles, Cochabamba Nézőszám: 18 000 Játékvezető: José Dimas Larrosa (paraguayi) |

| 1963. március 13. |

| Peru                     | 2–1   | Argentína  |
| ------------------------ | ----- | ---------- |
| Tenemás 62' Gallardo 76' | (0–0) | Zárate 57' |

| Estadio Félix Capriles, Cochabamba Nézőszám: 10 000 Játékvezető: José Dimas Larrosa (paraguayi) |

| 1963. március 14. |

| Paraguay                            | 3–1   | Ecuador   |
| ----------------------------------- | ----- | --------- |
| Zárate 11' Cabrera 57' Quiñónez 82' | (1–1) | Raffo 32' |

| Hernando Siles, La Paz Nézőszám: 15 000 Játékvezető: Luis Ventre (argentin) |

| 1963. március 14. |

| Brazília                                                 | 5–1   | Kolumbia   |
| -------------------------------------------------------- | ----- | ---------- |
| Flávio 7' 82' Marco Antônio 31' Oswaldo 56' Fernando 83' | (2–0) | Gamboa 85' |

| Hernando Siles, La Paz Nézőszám: 15 000 Játékvezető: Tomás Antruejo (bolíviai) |

| 1963. március 17. |

| Bolívia         | 2–1   | Kolumbia  |
| --------------- | ----- | --------- |
| Alcócer 22' 40' | (2–1) | Botero 4' |

| Estadio Félix Capriles, Cochabamba Nézőszám: 18 000 Játékvezető: Arturo Yamasaki (perui) |

| 1963. március 17. |

| Peru                  | 2–1   | Ecuador   |
| --------------------- | ----- | --------- |
| León 34' Mosquera 43' | (2–1) | Raffo 20' |

| Hernando Siles, La Paz Nézőszám: 8 000 Játékvezető: Ovidio Orrego (kolumbiai) |

| 1963. március 17. |

| Paraguay             | 2–0   | Brazília |
| -------------------- | ----- | -------- |
| Zárate 17' Ayala 83' | (1–0) |          |

| Hernando Siles, La Paz Nézőszám: 8 000 Játékvezető: Tomás Antruejo (bolíviai) |

| 1963. március 20. |

| Paraguay                   | 3–2   | Kolumbia                         |
| -------------------------- | ----- | -------------------------------- |
| Cabrera 14' 22' Valdez 77' | (1–1) | Campillo 27' Calonga 90' (öngól) |

| Estadio Félix Capriles, Cochabamba Nézőszám: 10 000 Játékvezető: Luis Ventre (argentin) |

| 1963. március 20. |

| Argentína                       | 4–2   | Ecuador                 |
| ------------------------------- | ----- | ----------------------- |
| Savoy 34' 53' 90' Rodríguez 58' | (1–1) | Pineda 32' Palacios 49' |

| Estadio Félix Capriles, Cochabamba Nézőszám: 20 000 Játékvezető: Arturo Yamasaki (perui) |

| 1963. március 21. |

| Bolívia                            | 3–2   | Peru                  |
| ---------------------------------- | ----- | --------------------- |
| Camacho 14' Alcócer 49' García 57' | (1–1) | Gallardo 40' León 80' |

| Hernando Siles, La Paz Nézőszám: 20 000 Játékvezető: João Etzel Filho (brazil) |

| 1963. március 24. |

| Peru         | 1–1   | Kolumbia     |
| ------------ | ----- | ------------ |
| Gallardo 25' | (1–1) | González 33' |

| Hernando Siles, La Paz Nézőszám: 10 000 Játékvezető: Luis Ventre (argentin) |

| 1963. március 24. |

| Argentína                         | 3–0   | Brazília |
| --------------------------------- | ----- | -------- |
| Rodríguez 3' Savoy 33' Juárez 86' | (2–0) |          |

| Hernando Siles, La Paz Nézőszám: 30 000 Játékvezető: Arturo Yamasaki (perui) |

| 1963. március 24. |

| Bolívia                 | 2–0   | Paraguay |
| ----------------------- | ----- | -------- |
| Castillo 17' García 88' | (1–0) |          |

| Estadio Félix Capriles, Cochabamba Nézőszám: 18 000 Játékvezető: José Dimas Larrosa (paraguayi) |

| 1963. március 27. |

| Brazília       | 2–2   | Ecuador            |
| -------------- | ----- | ------------------ |
| Oswaldo 5' 60' | (1–0) | Azón 84' Raffo 90' |

| Estadio Félix Capriles, Cochabamba Nézőszám: 20 000 Játékvezető: José Dimas Larrosa (paraguayi) |

| 1963. március 27. |

| Paraguay                               | 4–1   | Peru         |
| -------------------------------------- | ----- | ------------ |
| Martínez 5' 25' Cabrera 45' Zárate 77' | (3–0) | Gallardo 70' |

| Estadio Félix Capriles, Cochabamba Nézőszám: 20 000 Játékvezető: Luis Ventre (argentin) |

| 1963. március 28. |

| Bolívia                              | 3–2   | Argentína         |
| ------------------------------------ | ----- | ----------------- |
| Castillo 12' Blacutt 32' Camacho 88' | (2–2) | Rodríguez 27' 34' |

| Hernando Siles, La Paz Nézőszám: 20 000 Játékvezető: Arturo Yamasaki (perui) |

| 1963. március 31. |

| Ecuador                                          | 4–3   | Kolumbia                           |
| ------------------------------------------------ | ----- | ---------------------------------- |
| Raymondi Contreras 30' Raffo 37' 88' Bolaños 53' | (2–0) | Aceros 46' Botero 68' González 75' |

| Hernando Siles, La Paz Nézőszám: 15 000 Játékvezető: José Dimas Larrosa (paraguayi) |

| 1963. március 31. |

| Argentína   | 1–1   | Paraguay    |
| ----------- | ----- | ----------- |
| Lallana 58' | (0–1) | Cabrera 33' |

| Hernando Siles, La Paz Nézőszám: 15 000 Játékvezető: Arturo Yamasaki (perui) |

| 1963. március 31. |

| Bolívia                                           | 5–4   | Brazília                                   |
| ------------------------------------------------- | ----- | ------------------------------------------ |
| Ugarte 15' 58' Camacho 25' García 62' Alcócer 86' | (2–2) | Marco Antônio 26' Almir 28' Flávio 63' 66' |

| Estadio Félix Capriles, Cochabamba Nézőszám: 25 000 Játékvezető: Ovidio Orrego (kolumbiai) |

### Végeredmény
A hazai csapat eltérő háttérszínnel kiemelve.
| Helyezés | Nemzet    | M | Gy | D | V | G+ | G– | Gk | P  |
| -------- | --------- | - | -- | - | - | -- | -- | -- | -- |
| Arany    | Bolívia   | 6 | 5  | 1 | 0 | 19 | 13 | +6 | 11 |
| Ezüst    | Paraguay  | 6 | 4  | 1 | 1 | 13 | 7  | +6 | 9  |
| Bronz    | Argentína | 6 | 3  | 1 | 2 | 15 | 10 | +5 | 7  |
| 4.       | Brazília  | 6 | 2  | 1 | 3 | 12 | 13 | –1 | 5  |
| 5.       | Peru      | 6 | 2  | 1 | 3 | 8  | 11 | –3 | 5  |
| 6.       | Ecuador   | 6 | 1  | 2 | 3 | 14 | 18 | –4 | 4  |
| 7.       | Kolumbia  | 6 | 0  | 1 | 5 | 10 | 19 | –9 | 1  |

| Az 1963-as Dél-amerikai Válogatottak Bajnoksága győztese |
| -------------------------------------------------------- |
| BOLÍVIA 1. cím                                           |

### Gólszerzők
| 6 gólos - Carlos Alberto Raffo 5 gólos - Mario Rodríguez - Máximo Alcócer - Flávio - César Cabrera 4 gólos - Raúl Savoy - Wilfredo Camacho - Alberto Gallardo 3 gólos - Roberto Héctor Zárate - Fortunato Castillo - Ausberto García - Oswaldo - Enrique Raymondi Contreras - Eladio Zárate | 2 gólos - Víctor Agustín Ugarte - Marco Antônio - Jorge Bolaños - Herman Aceros - Alonso Botero - Carlos Campillo - Cecilio Martínez - Pedro León 1 gólos - Jorge Hugo Fernández - Juan Carlos Lallana - Ernesto Humberto Juárez | 1 gólos (folytatás) - Ramiro Blacutt - Renán López - Almir - Fernando - Néstor Azón - Leonardo Palacios - Carlos Pineda - Delio Gamboa - Héctor González - Francisco González - Pelayo Ayala - Oppe Quiñónez - Arsenio Valdez - Nemesio Mosquera - Enrique Tenemás öngólos - Lucio Calonga ( Kolumbia ellen) |

## Külső hivatkozások
- 1963 South American Championship